# Alegoría de la Fortuna
Alegoría de la Fortuna, a veces también llamada La Fortuna, es una pintura al óleo sobre lienzo que representa a la diosa romana de la fortuna, Fortuna, creada hacia 1658 o 1659 por el pintor barroco italiano Salvator Rosa. El cuadro causó revuelo cuando se expuso públicamente por primera vez y estuvo a punto de llevar al pintor a la cárcel y a la excomunión. Lleva sus iniciales, pero no está fechado. Mide 200,7 por 133 centímetros. Rosa era conocido por sus paisajes, pero también trabajó la mitología, la brujería, el retrato y la sátira.  Desde 1978 se encuentra en el Museo J. Paul Getty de Malibú, California, Estados Unidos.

## Antecedentes
El cuadro se pintó casi al mismo tiempo que Rosa escribía Babilonia, una sátira de la corte papal. 
 Según el crítico de arte Brian Sewell, el objetivo del cuadro satírico no podía malinterpretarse.  Los amigos de Rosa le advirtieron, después de verlo en privado, que el cuadro no debía exponerse abiertamente, ya que era un ataque satírico al mecenazgo del papa Alejandro VII. 
 En 1659, el cuadro se expuso en el Panteón de Roma, lo que estuvo a punto de llevar a Rosa a la cárcel y a la excomunión. Sólo la intervención del hermano del Papa, Don Marco Chigi, le salvó de esta humillación.
Finalmente, Rosa se convenció de la necesidad de ofrecer una explicación del cuadro; lo hizo bajo la rúbrica de Manifiesto y, según el escritor de arte James Elmes, «demostró que sus cerdos no eran eclesiásticos, sus mulas pretendían ser pedantes, sus asnos nobles romanos y sus aves y bestias de presa, los déspotas reinantes de Italia».
Una pintura anterior de Fortuna fue realizada por Rosa durante la década de 1640.

## Descripción
Las dimensiones totales del óleo sobre lienzo sin fecha son 200,7 de alto por 133 centímetros de ancho las iniciales "SR" inscritas en el libro en la parte inferior izquierda representan la firma del artista. El cuadro, a veces conocido como La Fortuna, representa a Fortuna, diosa de la fortuna y personificación de la suerte, derramando sus dones sobre una serie de animales que no se lo merecen. Tradicionalmente, Fortuna tiene los ojos cubiertos y el recipiente que contiene sus favores, el cuerno de la abundancia o Cornucopia, se muestra en posición vertical; Rosa ha invertido esta tradición en su interpretación y retrata a Fortuna completamente consciente de dónde y a quién está otorgando sus dones de la cornucopia volcada. 
Piedras preciosas, coronas, un cetro, monedas de oro, perlas, rosas, junto con uvas, cereales y bayas fluyen de la cornucopia hacia los animales que están debajo. A su vez, los animales estampan los símbolos de la educación, las artes y el saber. El asno, símbolo del Papa, vestido con una túnica roja y dorada de cardenal, suprime y hace sombra a un búho, símbolo de la sabiduría. El cuadro expresa los sentimientos de amargura del artista por haber perdido el mecenazgo papal, y por ello Rosa incluyó referencias personales: una rosa significa el nombre de Rosa; una paleta está colocada sobre el libro, y el libro lleva sus iniciales. Un cerdo pisando una rosa también simboliza lo mismo. 

## Exposiciones y procedencia

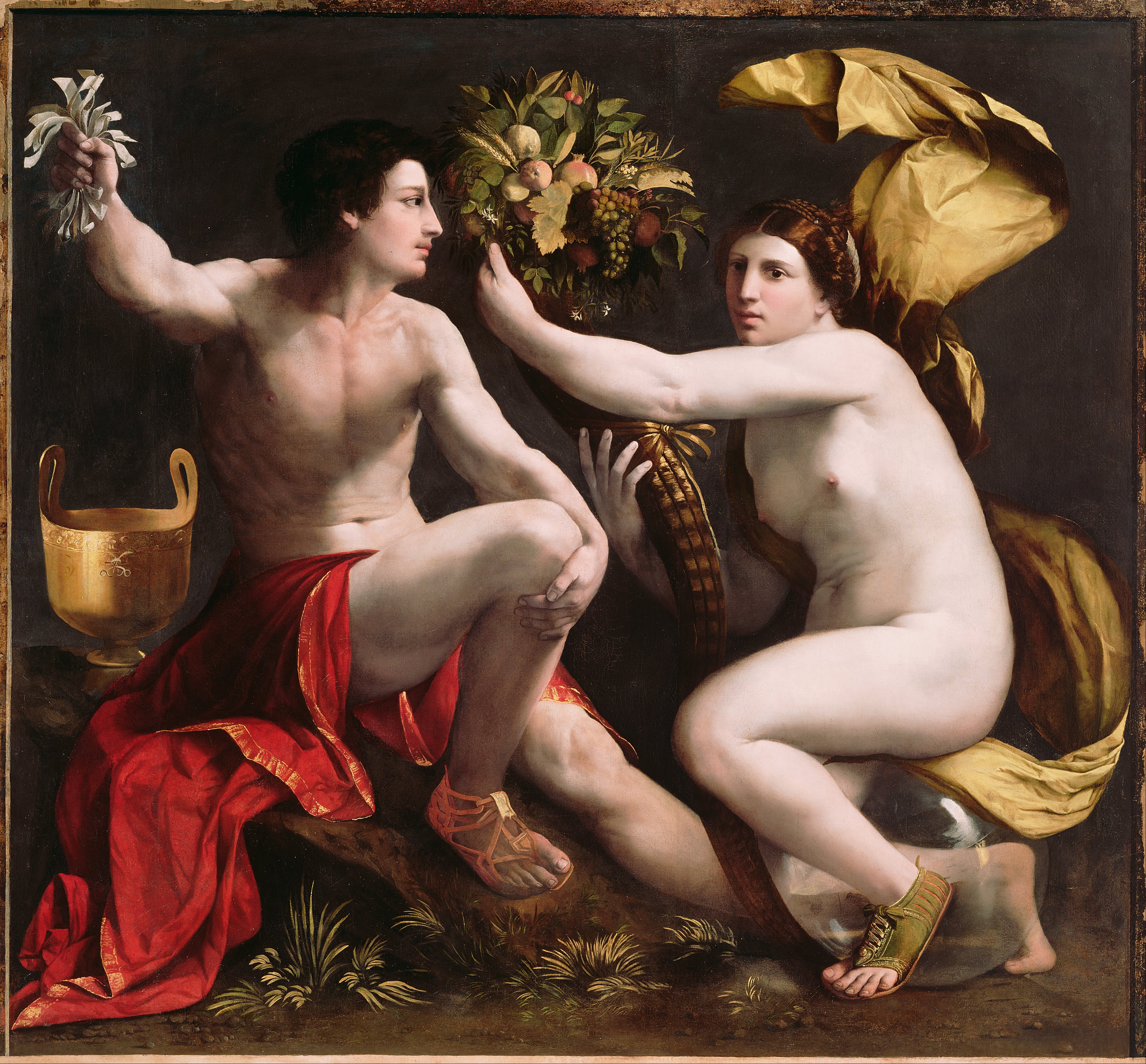
Dosso Dossi, Alegoría de la Fortuna que muestra la cornucopia representada en posición vertical, como de costumbre.

Tras ser expuesto en 1659, el cuadro fue adquirido por Carlo de Rossi y a su muerte, hacia 1683, pasó a ser propiedad de Antonio Vallori. 
Pasó de Italia a Inglaterra después de que Vallori lo vendiera a Henry Scudamore, III duque de Beaufort, en 1727 por seiscientos escudos. El duque estaba completando un Grand Tour y adquirió dos cuadros de Rosa, el otro titulado, Amamantado de Júpiter. Transmitido por herencia, el cuadro de la Fortuna permaneció en posesión de los distintos duques de Beaufort hasta su venta por el décimo duque en 1957, cuando fue adquirido por la Galería Marlborough. J. Paul Getty la adquirió a la galería en 1971.Hasta que pasó al Museo J. Paul Getty en 1978 sólo se expuso tres veces: desde el 21 de mayo de 1827 en la Bristol Institution; en la British Institution en 1859; y como parte de la exposición de la J. Paul Getty Collection en el verano de 1972 en el Minneapolis Institute of Arts. En el siglo XXI se ha exhibido como parte de la exposición Bandits, Wilderness and Magic, primero en la Dulwich Picture Gallery de Londres durante 2010 y en el Kimbell Art Museum de Texas desde finales de diciembre de 2010 hasta marzo de 2011. 